# شماره یک (فیلم)
شماره یک (چینی: 跛豪) یک فیلم گانگستری هنگ کنگی محصول سال ۱۹۹۱ به کارگردانی پون من-کیت است. این فیلم براساس ظهور و سقوط یک گانگستر و زندگی واقعی او ساخته شده‌است که در این فیلم توسط ری لیو به تصویر کشیده شده. این اثر برنده جایزه فیلم هنگ کنگ برای بهترین فیلم در یازدهمین جوایز فیلم هنگ کنگ را دست‌آورد. در سال ۲۰۱۷ این فیلم با عنوان تعقیب اژدها یکبار دیگر بازسازی شد.

## بازیگران و نقش‌ها
- ری لیو
- کنت چنگ
- سیسیلیا ییپ به عنوان تسسه یوئن یین
- امی ییپ
- وایز لی
- کنث تسانگ به عنوان بازرس
- لارنس نگ به عنوان مینگ
- الویس تسوی
- تامی وونگ
- دیکنز چان به عنوان بیگ شاه
- فرانکی چان به عنوان کوچ کوچولو
- لو لیه به عنوان رئیس قلع
- نگ مان-تات
- لاو شون به عنوان رئیس فونگ
- لاو کنگ به عنوان بازرس اصلی ریه
- لیلی نگ
- الوینا کنگ به عنوان معشوقه لعنتی لوی
- چین تسی-آنگ به عنوان مادر مینگ
- وونگ کونگ به عنوان رئیس رستوران
- کو وای جان به عنوان همسر رئیس رستوران
- ویکتور هون به عنوان رئیس کوونگ
- دیان لام به عنوان محافظ
- وای چینگ به عنوان دستیار لوی
- جیمسون لام به عنوان گانگستر پینگ
- کیت لی یینگ
- وونگ شوگ
- وونگ کامگگ به عنوان پلیس در بازجویی از هو
- مارک هاوتون به عنوان افسر
- تام وای-مرد به عنوان اراذل و اوباش کوان
- لئونگ سام به عنوان باربر
- فونگ لی به عنوان چیانگ
- وونگ چونگ کوئی به عنوان کون
- Ng Kwok-fai به عنوان گانگستر بدبخت
- هو وینگ چونگ
- چانگ سینگ کونگ به عنوان اراذل و اوباش
- چوی هین چونگ
- چان هون-مرد